# Olympische Sommerspiele 2012/Teilnehmer (Malta)
| Gelbes Symbol für Goldmedaillen mit stilisierten Olympischen Ringen | Graues Symbol für Silbermedaillen mit stilisierten Olympischen Ringen | Braundes Symbol für Bronzemedaillen mit stilisierten Olympischen Ringen |
| ------------------------------------------------------------------- | --------------------------------------------------------------------- | ----------------------------------------------------------------------- |
| —                                                                   | —                                                                     | —                                                                       |

Malta nahm in London an den Olympischen Spielen 2012 teil. Es war die insgesamt 15. Teilnahme an Olympischen Sommerspielen. Das Malta Olympic Committee nominierte fünf Athleten in drei Sportarten.

## Teilnehmer nach Sportarten

### Leichtathletik
Laufen und Gehen
| Athleten       | Wettbewerb | Vorausscheidung | Vorausscheidung | Vorlauf       | Vorlauf       | Halbfinale    | Halbfinale    | Finale        | Finale        | Rang |
| Athleten       | Wettbewerb | Zeit            | Rang            | Zeit          | Rang          | Zeit          | Rang          | Zeit          | Rang          | Rang |
| -------------- | ---------- | --------------- | --------------- | ------------- | ------------- | ------------- | ------------- | ------------- | ------------- | ---- |
| Frauen         |            |                 |                 |               |               |               |               |               |               |      |
| Diane Borg     | 100 m      | –               | –               | 11,92 s       | 8             | ausgeschieden | ausgeschieden | ausgeschieden | ausgeschieden | 53   |
| Männer         |            |                 |                 |               |               |               |               |               |               |      |
| Rachid Chouhal | 100 m      | 10,53 s         | 4               | ausgeschieden | ausgeschieden | ausgeschieden | ausgeschieden | ausgeschieden | ausgeschieden | –    |

### Schießen
| Athleten         | Wettbewerb             | Qualifikation | Qualifikation | Finale        | Finale        | Ringe | Rang |
| Athleten         | Wettbewerb             | Ringe         | Rang          | Ringe         | Rang          | Ringe | Rang |
| ---------------- | ---------------------- | ------------- | ------------- | ------------- | ------------- | ----- | ---- |
| Männer           |                        |               |               |               |               |       |      |
| William Chetcuti | Wurfscheibe Doppeltrap | 135           | 9             | ausgeschieden | ausgeschieden | 135   | 9    |

### Schwimmen
| Athleten        | Wettbewerb     | Vorlauf | Vorlauf | Halbfinale    | Halbfinale    | Finale        | Finale        | Rang |
| Athleten        | Wettbewerb     | Zeit    | Rang    | Zeit          | Rang          | Zeit          | Rang          | Rang |
| --------------- | -------------- | ------- | ------- | ------------- | ------------- | ------------- | ------------- | ---- |
| Frauen          |                |         |         |               |               |               |               |      |
| Nicola Muscat   | 50 m Freistil  | 27,22 s | 4       | ausgeschieden | ausgeschieden | ausgeschieden | ausgeschieden | 43   |
| Männer          |                |         |         |               |               |               |               |      |
| Andrew Chetcuti | 100 m Freistil | 51,67 s | 4       | ausgeschieden | ausgeschieden | ausgeschieden | ausgeschieden | 39   |